# 1721 Веллс
1721 Веллс (1721 Wells) — астероїд головного поясу, відкритий 3 жовтня 1953 року.
Тіссеранів параметр щодо Юпітера — 3,145.
Названо на честь Германа Уеллса (англ. German Wells), адміністратора Університету Індіани.